# Claes Lagerqvist
Claes Otto Octavus Lagerqvist, född 25 november 1834, död 19 april 1892 i Umeå, var en svensk musiklärare. 
Lagerqvist, som var organist och kantor, var från 1858 musiklärare vid Umeå högre elementarläroverk. Han utnämndes 1866 till associé av Kungliga Musikaliska Akademien.